# Cantonul Eymoutiers
Cantonul Eymoutiers este un canton din arondismentul Limoges, departamentul Haute-Vienne, regiunea Limousin, Franța.

## Comune
| Comune                   | Populație (1999) | Cod poștal | Cod INSEE |
| ------------------------ | ---------------- | ---------- | --------- |
| Augne                    | 109              | 87120      | 87004     |
| Beaumont-du-Lac          | 160              | 87120      | 87009     |
| Bujaleuf                 | 874              | 87460      | 87024     |
| Cheissoux                | 188              | 87460      | 87043     |
| Domps                    | 122              | 87120      | 87058     |
| Eymoutiers               | 2.041            | 87120      | 87064     |
| Nedde                    | 522              | 87120      | 87104     |
| Peyrat-le-Château        | 983              | 87470      | 87117     |
| Rempnat                  | 151              | 87120      | 87123     |
| Saint-Amand-le-Petit     | 113              | 87120      | 87132     |
| Sainte-Anne-Saint-Priest | 143              | 87120      | 87134     |
| Saint-Julien-le-Petit    | 299              | 87460      | 87153     |